# Иверская церковь (Орёл)
И́верская церковь — православная церковь во имя Иверской иконы Божией Матери в городе Орле. Иверская церковь была построена в начале XX века для служащих станции Орёл. Трёхпрестольный храм строился три года (до освящения главного престола). Трёхъярусное девятиглавое завершение придавало церкви нарядный внешний вид, а благодаря единству внешнего архитектурного и внутреннего декоративного убранства, выполненного в едином стиле храм считался одним их красивейших в городе. Особо почитаемой святыней являлась Иверская икона Божией Матери — копия образа, установленного на Воскресенских (Иверских) воротах в Москве, поднесённая в дар служащим станции Орёл Обществом хоругвеносцев города Москвы.

## История
Храм располагается на равнинной местности юго-восточнее железнодорожного вокзала и западным фасадом выходит к городским трамвайным путям. Церковь была заложена 25 октября 1899 года в Привокзальной слободе в память о коронации императора Николая II. Построена церковь из трёх видов красного кирпича, отличающихся по тону, в характерном для конца XIX—XX веков «русском стиле», по проекту инженера управления Московско-Курской железной дороги Николая Ивановича Орлова на средства орловских железнодорожных служащих и добровольные пожертвования прихожан при содействии Московского общества хоругвеносцев. Для строительства был образован Строительный комитет, председателем которого стал начальник VI участка службы пути той же железной дороги инженер надворный советник Филипп Петрович Степанов.
26 октября 1902 года епископом Орловским и Севским Иринеем был освящён главный престол храма во имя Иверской иконы Божией Матери. В том же году Николай II пожертвовал на храм 1000 рублей для завершения его строительства. 23 мая 1903 года был освящён правый придел во имя Николая Чудотворца Мир Ликийских и мученицы царицы Александры, а 24 июня 1907 года — левый придел в честь святителей — Петра, Алексия, Ионы, Филиппа, Ермогена и прочих угодников московских. К церковному приходу были причислены все рабочие и служащие Московско-Курской и Риго-Орловской железных дорог независимо от места жительства в городе. В 1912 году был выполнен ремонт церкви с внутренней покраской. При храме велась церковная летопись.
После закрытия церкви в 1923 году, здание было передано под железнодорожную школу. Затем в ней размещались поликлиника и детский сад, в послевоенные годы — складские помещения, керосиновая лавка, магазин, пункт приёма стеклотары. В 1990 году здание возвратили общине верующих и в том же году начались капитальные и реставрационные работы по проекту архитектора М. Б. Скоробогатова. 9 января 1991 года была освящена трапезная с временным престолом, в которой возобновились ежедневные службы. В апреле 1992 года после реконструкции был освящён главный престол. При церкви действует единственный в городе баптистерий для крещения взрослых людей с полным погружением.

## Приписанные храмы

### Церковь Елисаветы Феодоровны (крестильная)
Крестильный храм, обустроенный в 2008 году в доме причта Иверской церкви. Внешне не выделен, внутри устроен баптистерий.

### Часовня Николая Чудотворца (на ж/д вокзале)
Часовня устроена в арке внутри здания Орловского железнодорожного вокзала в начале 1990-х годах; находится в зале ожидания, выделена главкой. Это одна из первых вокзальных часовен в постсоветской России. Приписана к Иверской церкви.

### Церковь иконы Божией Матери «Взыскание погибших» (на Наугорском кладбище)
В 2005 году на северо-западной окраине города Орла на Наугорском кладбище, после получения благословения от Орловского архиепископа Паисия, по инициативе председателя приходского совета Иверской церкви Н. Е. Дёминой на средства Иверского прихода была построена и освящена кладбищенская церковь во имя иконы Божией Матери «Взыскание погибших». Небольшая кирпичная одноглавая церковь с шатровой колокольней приписана к Иверской церкви.